# Soción (neopitagórico)
Soción (en griego: Σωτίων, gen.: Σωτίωνος), nativo de Alejandría (Egipto), fue un filósofo griego neopitagórico que vivió en la era de Tiberio.

## Biografía
Perteneció a la escuela de los sextios, que fue fundada por Quinto Sextio y que combinaba el pitagorismo con el estoicismo. Soción fue maestro de Séneca el Joven, quien 'se sentó como un muchacho, en la escuela del filósofo Soción'. Séneca derivó de él su admiración por el pitagorismo y cita las opiniones de Soción sobre el vegetarianismo y la migración del alma:

¿No crees que las almas se asignan posteriormente a diferentes cuerpos, y que lo que llamamos muerte es solo un cambio de morada? ¿No crees que un alma que alguna vez perteneció a un hombre vive en animales domésticos, salvajes o acuáticos? ¿No crees que nada se destruye en este mundo, sino que solo cambia de ubicación? ¿Que no solo los cuerpos celestes realizan giros determinados, sino que también los animales siguen ciclos y que las almas viajan como un círculo? Grandes hombres creyeron estas cosas. Por tanto, abstenerse de un juicio y dejar todo en suspenso. Si esta teoría es cierta, abstenerse de comer carne nos mantiene inmunes a la culpa, y si es falsa, nos mantiene frugales. ¿Qué daño viene por creer en ello? Simplemente te estoy privando de la comida de leones y buitres.

Quizás fue este Soción quien fue el autor de un tratado sobre la ira, citado por Estobeo. Plutarco también cita a Soción como autoridad para ciertas narraciones respecto a ciudades fundadas por Alejandro Magno en la India que habría escuchado de su contemporáneo Potamón de Mitilene. Puede ser el mismo Soción que Juan Tzetzes cita como autoridad para algunas otras sentencias relacionadas con la India.